# Ehrenberg (Wasserkuppenrhön)
Der Ehrenberg ist ein 816,5 m ü. NHN hoher Berg in der Rhön.
Er ist Namensgeber der Gemeinde Ehrenberg im osthessischen Landkreis Fulda und erhebt sich etwa in der Mitte ihrer Gemarkung zwischen den Ortsteilen Wüstensachsen im Süden, Reulbach im Nordwesten, Seiferts und Thaiden im Nordosten sowie Melperts im Osten. Der Ehrenberg ist die letzte namhafte und über 800 m hohe Erhebung eines Höhenrückens, der von der Wasserkuppe über den Schafstein nach Osten und Nordosten streicht und zum Naturraum Wasserkuppenrhön gehört.
Der Ehrenberg ist teils bewaldet und teilweise mit Wiesen und Weiden bedeckt, die Aussicht bieten, besonders nach Nordwesten. Touristisch wird der Ehrenberg von Wanderwegen des Rhönklubs und örtlichen Rundwanderwegen erschlossen, welche aber den unscheinbar im Wald liegenden Gipfel unberührt lassen.  